# E Benício criou a mulher
E Benício criou a mulher é um livro de Gonçalo Junior publicado em 2012 pela editora Opera Graphica, sendo uma versão revista e ampliada do livro Benício - Um perfil do mestre das pin-ups e dos cartazes de cinema, do mesmo autor, lançado em 2006 pela editora CLUQ. E Benício criou a mulher traz a biografia do ilustrador Benício, famoso por suas ilustrações de capas de livros de bolso pulp da extinta Editora Monterrey,  como os da série Brigitte Montfort", cartazes de filmes na década de 1970 e, principalmente, por seus desenhos de pin-ups. Em 2013, o livro ganhou o Troféu HQ Mix na categoria "melhor livro teórico".